# La Paz (Indiana)
La Paz – miasto w Stanach Zjednoczonych, w stanie Indiana, w hrabstwie Marshall.